# ريوسيكو دي سوريا
ريوسيكو دي سوريا هي بلدية تقع في مقاطعة سوريا، في منطقة قشتالة وليون، في إسبانيا. يبلغ عدد سكانها 123 نسمة وذلك حسب (المعهد الوطني للإحصاء) سنة 2017، وتبلغ مساحتها 50,02 كم².

## أعلام
- إبراهام ميغيل كاردوسو